# Cire de Candelilla
La cire de candelilla est obtenue à partir d'un arbuste dénommé Euphorbia antisyphilitica (en) (candelilla) originaire du Nord Mexique.
La cire protège la plante de son milieu et évite une évaporation excessive.

## Composition
La cire de candellila est composée d'hydrocarbures (environ 50 %, C29 à C33), d'esters, d'acides gras libres d'alcools et de résines.
Cette cire dure naturelle est principalement utilisée par l'industrie cosmétique et pharmaceutique pour la fabrication des sticks. On peut également l'utiliser dans des émulsions eau/huile. Elle est également utilisée dans certaines gommes à mâcher comme la Dentyne Fire à la cannelle.

## Utilisations
La cire de candellila a un extraordinaire pouvoir de rétention d'huile et améliore ainsi la stabilité et la texture des produits cosmétiques comme les rouge à lèvres.
Utilisée dans les sticks, la cire de candellila favorise le démoulage, la bonne tenue et l'aspect du produit. Souvent utilisée conjointement avec la cire de carnauba, la cire d'abeille et d'autres cires, elle améliore le toucher, le collage et la finition.
Sa dureté et son point de fusion relativement haut augmentent le point de ramollissement des sticks.